# Luise Marelle
Luise Marelle (geboren als Louise Marelle am 29. Juli 1857 oder 1859 in Brandenburg an der Havel; gestorben im Januar 1940) war eine Schriftstellerin.

## Leben

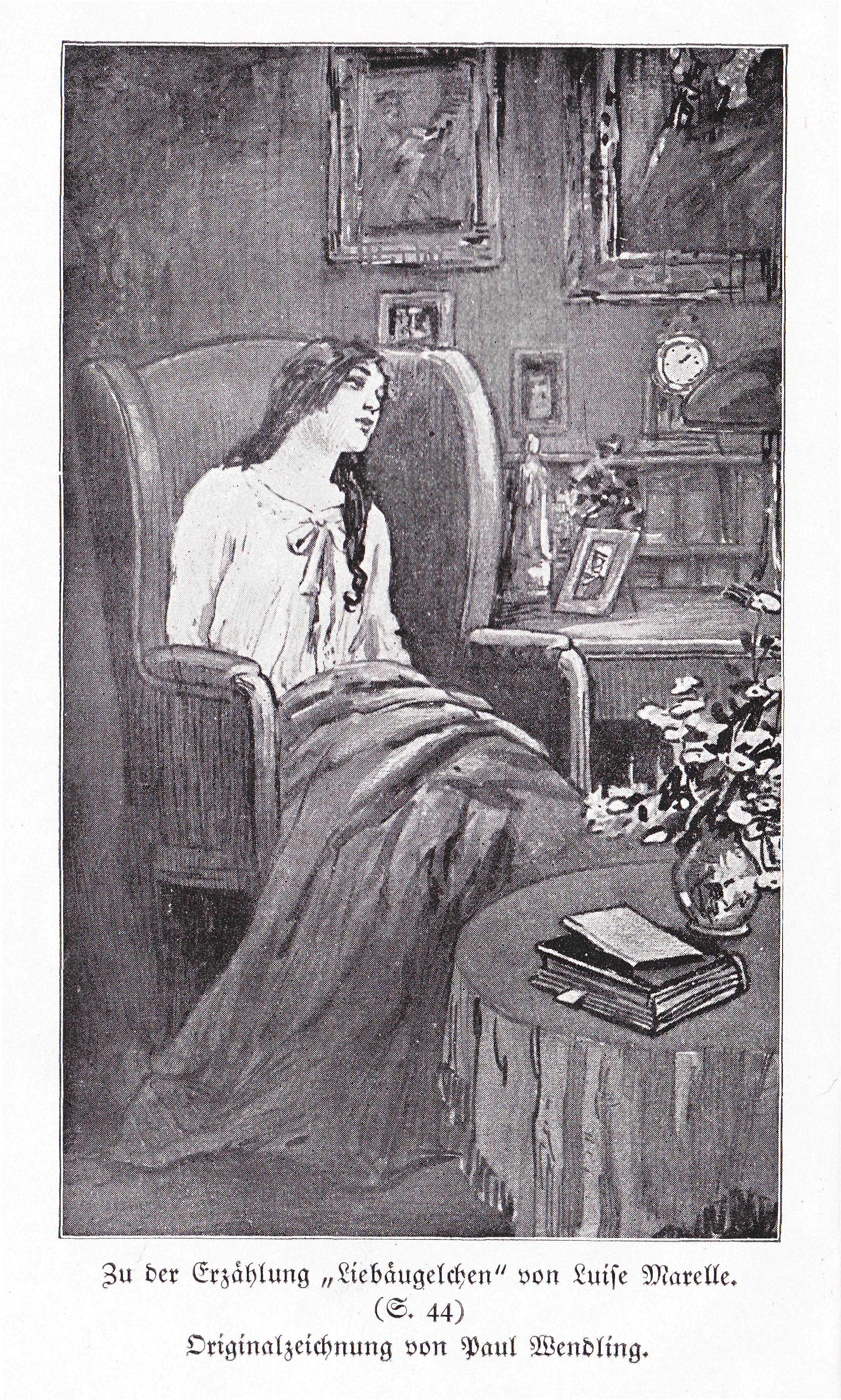
Liebäugelchen, Erzählung

Louise war eine Tochter des französischen Schriftstellers und Lehrers Charles Marie Marelle und von Elisabeth, geborene von Bilow.
Sie war Mitglied in mehreren Vereinen, wie dem Berliner Frauenclub von 1900, dessen zweite Vorsitzende sie 1911 war und dem Lyceum-Club, dessen Schriftführerin sie mindestens von 1928 bis 1933 war, außerdem im Verein der Berliner Künstlerinnen und weiteren Organisationen.
Ihre politische Grundhaltung war  spätestens seit 1927 deutschnational orientiert.

## Publikationen
Luise Marelle veröffentlichte Texte in Zeitschriften wie Die Gartenlaube. In den 1930er Jahren verfasste sie drei Biographien von traditionellen Frauen, zu Elisabeth Förster-Nietzsche unterhielt sie in dieser Zeit einen intensiven Briefkontakt.
Erzählungen
- Liebäugelchen, 1914

Bücher
- Die Geschichte des Deutschen Lyceum-Clubs und seine Aufgaben in Gegenwart und Zukunft, 1933
- Christine, Königin von Schweden. Ein Lebensbild, 1933
- Elisabeth Förster-Nietzsche, 1934
- Eleonore d’Olbreuse, 1936

Herausgeberin
- Charles Marelle: Contes et poésies, 1933, französisches Lehrbuch

Übersetzung
- Alfred Leroy: Geschichte der englischen Malerei, 1944